# Карницький Олександр Іванович (футболіст)
Олександр Іванович Карницький (біл. Аляксандр Іванавіч Карніцкі, рос. Александр Иванович Карницкий, нар. 14 лютого 1989, Столбці) — білоруський футболіст, півзахисник російського клубу «Тосно».

## Ігрова кар'єра
Вихованець столбцовської ДЮСШ, після чого виступав за столбцовський «Неман» у першості Мінської області та навчався в юридичному коледжі. Перший тренер — Сергій Арсенійович Шингель. Саме завдяки йому Олександр у 19 років опинився в клубі «Барановичі», що виступав в Першій лізі. Дебютував в клубі в сезоні 2009. Унаслідок важкого фінансового стану барановицького клубу, на початку 2011 року перейшов в «Полоцьк», що грав у Другій лізі, де і провів наступний сезон.
На початку 2012 року підписав річний контракт з «Гранітом». В середині сезону, 7 липня, був запрошений на перегляд до клубу «Гомель». Перегляд не завершився моментальним підписанням контракту, але за гравцем продовжували стежити. Після завершення сезону 2012 року, за підсумками якого Олександр був визнаний найкращим гравцем клубу, футбольний агент Віталій Леденьов влаштував гравцеві перегляди в Польщі, ним цікавилися місцеві «Медзев» (Перша ліга) та любінський «Заглембє» (Екстракласа), а також чеський «Яблунець» (Гамбрінус ліга).
8 грудня 2012 року підписав контракт «Гомелем» терміном на 2 роки. 30 березня 2013 року, в дебютному матчі в Вищій лізі проти могильовського «Дніпра» забив свій перший гол за клуб. 24 травня в компенсований час забив переможний гол у матчі проти БАТЕ, в інтерв'ю після гри назвавши цей гол «поки вершиною своєї кар'єри». 7 липня забив гол з 70-ти метрів у ворота клубу «Торпедо-БелАЗ» ударом зі своєї половини поля зі штрафного. Після двох кіл чемпіонату-2013 був найкращим гравцем ліги за показником виграної боротьби.
16 листопада 2013 року між БАТЕ і «Гомелем» була досягнута домовленість про те, що після закінчення сезону півзахисник стане гравцем борисовчан. Відіграв за команду з Борисова наступні два сезони своєї ігрової кар'єри. Більшість часу, проведеного у складі БАТЕ, був основним гравцем команди.
Протягом 2016—2017 років захищав кольори клубів «Хапоель» (Раанана) та «Гомель».
До складу російського клубу «Тосно» приєднався 2017 року.

## Досягнення
- Чемпіон Білорусі (2): 2014, 2015
- Володар Кубка Білорусі (1) : 2014-15
- Володар Суперкубка Білорусі (3) : 2014, 2015, 2016
- Володар Кубка Росії (1) : 2017-18